# Càpsula de descans
Les càpsules de descans, cabines de becar o cabines de trencar el son, són un tipus especials d'estructures, llits o cadires, que s'utilitzen sovint en entorns corporatius/de treball, hospitals i universitats, que permeten les persones fer la migdiada. Els usuaris utilitzen les beines per fer pauses per dormir en privat, sovint ajudats per la tecnologia i les funcions ambientals. Les cabines també s'han instal·lat en aeroports i altres llocs públics. La seva suposada eficàcia està arrelada en una investigació que suggereix que les migdiades de 20 minuts podrien reduir els signes de fatiga, augmentar els nivells d'energia, millorar la concentració, augmentar la productivitat, millorar l'estat d'ànim, millorar l'aprenentatge, reduir l'estrès i reduir el risc de malalties cardiovasculars.

## Traducció
Les denominacions anglosaxones sleep pod, nap pods, napping pods o nap capsules fan referència a fer becaina o dormir. Els mots pod i capsule donen a entendre el tipus de disseny de l'objecte o instal·lació. No hi ha cap terme encara (octubre de 2022) normalitzat en català.
Segons el tipus de disseny hom proposa una sèrie de noms: Cabina, càpsula, hamaca...
Segons el grau d'activitat física o mental hom proposa una sèrie de noms: Relaxació, descompressió, desconnexió, trencar la son, becaina, dormir...

## Origen
El desenvolupament tecnològic de les beines de migdiada sorgeix de la consciència creixent dels beneficis per a la salut del son i la migdiada, incloses la productivitat i la funció cognitiva. La càpsula de dormir original va ser dissenyada per Kisho Kurokawa l'any 1979, en el seu disseny per al Capsule Inn, un hotel de càpsules a Osaka.

## Dissenys existents

### Espai de descans
L'espai de descans (Rest Space) dissenyat al Regne Unit pretén oferir a l'usuari "el millor espai per descansar", creant "l'entorn perfecte" per relaxar-se. S'inspira en els tradicionals hotels càpsula japonesos amb el seu espai totalment tancat. L'espai de descans té insonorització, llums intel·ligents, meditació controlada per veu integrada i un flux d'aire purificat.
El disseny es va construir per a la comoditat utilitzant fustes sostenibles.

### EnergyPod de MetroNaps

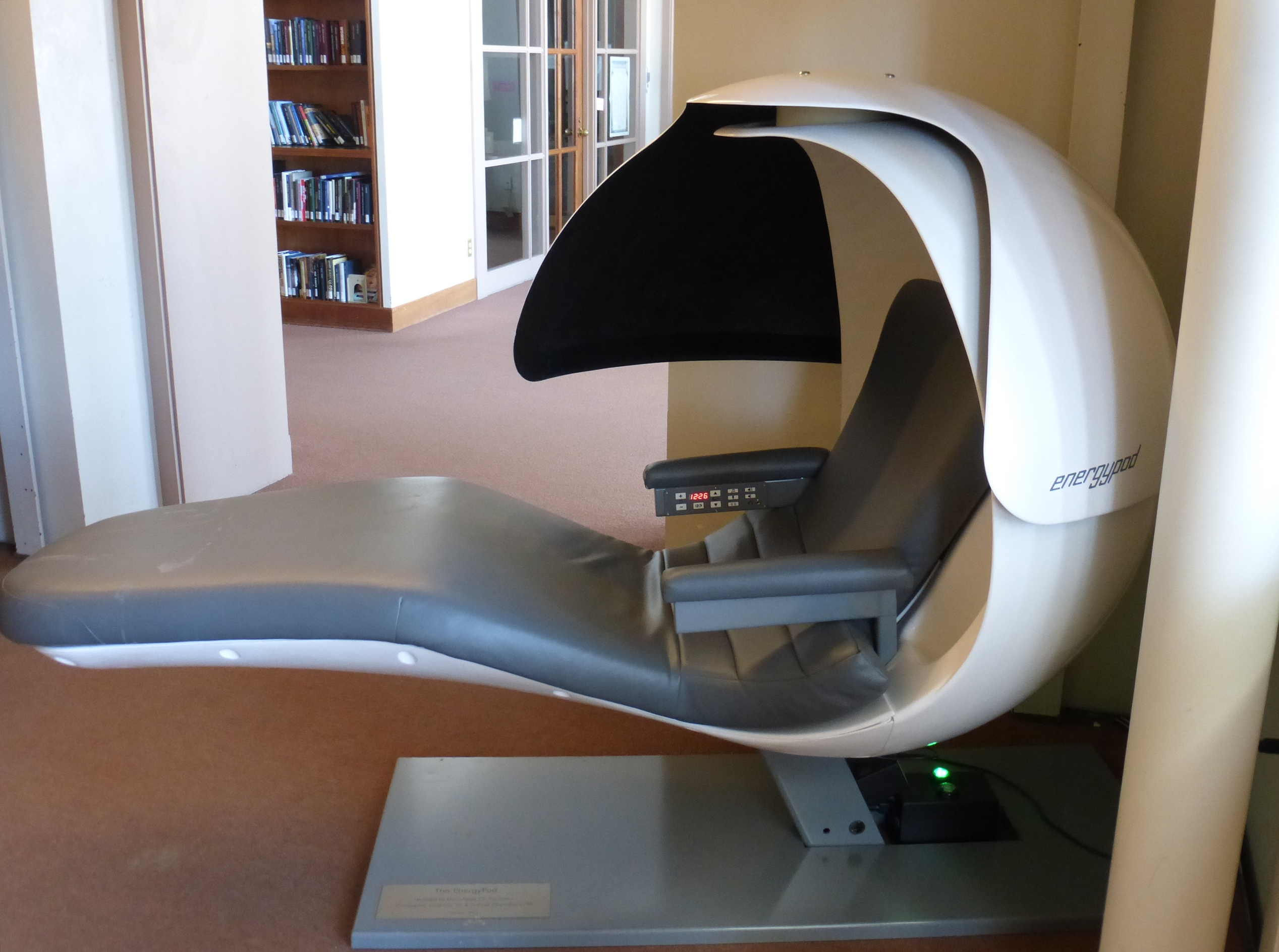
Energy Pod a la biblioteca de la Universitat de Wesleyan, Middletown

La 'pod chair' de marca registrada és la primera cadira del món dissenyada per fer migdiades al lloc de treball. Es descriu que el disseny té una influència futurista i inclou un escut de privadesa de 360 graus, així com un reposacames que es pot ajustar per donar suport ergonòmic al cos de l'usuari. La secció inferior elevada eleva els peus, alhora que deixa els genolls lleugerament doblegats per alleujar la tensió a la part baixa de l'esquena i les cames. Això optimitza la circulació i redueix la pressió sobre el sistema cardíac, facilitant la relaxació.
Els usuaris poden prémer el botó d'inici per iniciar una migdiada de 20 minuts prèviament programada. Es poden relaxar mentre escolten música per dormir i es desperta després de 20 minuts amb una combinació de llum i vibració. El disseny inclou un altaveu BOSE integrat, però també es pot utilitzar amb els propis auriculars.
L'EnergyPod també permet fer un seguiment de l'ús, de manera que el titular de la llicència pugui recopilar dades sobre la periodicitat i l'hora en què s'utilitza el dispositiu. L'exterior de la càpsula també mostra un "indicador d'estat" que indica quan la càpsula estarà lliure.

### La caixa del son
Dissenyats pel grup arch l'any 2009, els Sleep Boxes s'instal·len en aeroports i centres comercials. Els dissenyadors fan èmfasi que els productes a proporcionen "seguretat i higiene a les infraestructures urbanes". Els usuaris poden llogar les beines en blocs de 30 minuts. El model mòbil base està fet de MDF, tot i que els dissenys personalitzats estan disponibles en variants de metall, vidre i plàstic reforçat. Les caixes de llit (2,5 m x 1,6 x 3 m) es poden construir individualment o en conjunts de fins a 3. Cada càpsula té espai perquè els usuaris puguin guardar l'equipatge i els abrics, a més d'estirar-se. Les característiques de l'ambient inclouen llums de l'habitació, llums de lectura LED, persianes elèctriques i ventilació d'aire, així com endolls elèctrics per carregar dispositius personals. Hi ha funcions addicionals, com ara pantalles de TV, accés wifi i il·luminació de colors, per a dissenys personalitzats.

### Napcabs
Una variació de disseny alemany de la caixa de dormir, que ofereix un petit escriptori al costat d'un llit. Aquests pods es poden llogar per hores i tenen un límit de 12 hores per usuari. Estan optimitzats específicament per a les escales entre vols.

### Nou hores de Narita
Originàries de la terminal internacional de Narita, les beines de nou hores de migdiada formen una cel·la de càpsules encaixades en files i columnes que els clients poden reservar per a migdiades curtes i pernoctacions. Cada beina fa 110 cm d'ample, 220 cm de profunditat i 110 cm d'alçada, equipada amb una base semblant a un matalàs. Les càpsules ofereixen total privadesa visual i es poden tancar des de dins. Els usuaris controlen el sistema d'ambient adormit que inclou preferències de llum, so i temperatura. A causa de la petita mida dels contenidors, moltes guies de viatge adverteixen que les beines de nou hores no són ideals per a usuaris amb claustrofòbia.

### Podtime
Aquesta beina està composta per un tub de policarbonat amb portes esmerilades per a la privadesa. Cadascun està equipat amb un matalàs personalitzat a les dimensions del tub i té ventilacions de circulació d'aire. Les personalitzacions del disseny inclouen diferents colors, matalassos recoberts de pell i ràdio digital. Les beines es poden desmuntar i transportar planes. Aquest disseny de pod específic es va fer notable després de ser implementat a les oficines de Facebook.

## Cultura del son al lloc de treball
Els productes i dissenys existents s'estan utilitzant especialment per als professionals i els viatgers. Mitjançant l'elaboració de mobles especialitzats que fomenten migdiades curtes i estructurades durant el dia, especialistes com el doctor James B Mass, que va encunyar el terme "power nap", o becada energètica escriu sobre la seva intenció d'alterar la cultura laboral existent a Occident per millorar la concentració i l'energia. Això s'alinea amb pràctiques culturals com la migdiada als països de parla catalana, un descans on s'atura el treball i l'activitat. La pràctica japonesa d'Inemuri, dormir a la feina, es considera culturalment com una prova de dedicació fins al punt d'esgotament, i també ha influït en l'ús de les beines de migdiada a tot el món.
Arianna Huffington ha anunciat impulsar un canvi cultural en el lloc de treball que emfatitzi la necessitat de dormir i descansar. El seu llibre The Sleep Revolution inclou una retòrica que fomenta la normalització de la necessitat de descans en entorns laborals d'alt estrès, i va ser seguit pel llançament de Thrive Global, un origen que ofereix formació de benestar a les corporacions, incloent consells per animar els empleats a prendre les pauses adequades per dormir quan sigui necessari. Huffington escriu "Aquesta idea que el son és d'alguna manera un signe de debilitat i que l'esgotament i la privació del son són signes masclistes de força és particularment destructiva, de manera que canviar la manera de parlar del son és una part important del canvi cultural".
Altres científics destacats que fomenten una revisió de la comprensió cultural existent de l'esgotament inclouen Matthew Walker, neurocientífic i autor de Why We Sleep: The New Science of Sleep and Dreams, que va etiquetar la humanitat com "enmig d'una pandèmia global de pèrdua de son". Ha aprovat públicament les nap pods a les oficines "fins i tot si només indiquen un cert grau de reconeixement de la importància del son al lloc de treball per part de les persones en llocs de responsabilitat".
L'especialista en son i psiquiatre Rita Aoud va dir a The Guardian, a la llum de les dades existents, que "La investigació demostra que una migdiada d'uns 20 minuts a la tarda té un efecte positiu en l'atenció, la vigilància, l'estat d'ànim i l'alerta.
Les accions de les grans corporacions a l'hora d'establir la tecnologia nap pod als seus llocs de treball indiquen que la investigació i l'assessorament d'experts sobre la importància del son i l'efectivitat de la migdiada durant el dia estan influint en la cultura de l'empresa.
Els llocs de treball han estat criticats per instal·lar nap pods. Diana Bradley va comentar en un article que en oferir tecnologia com aquestes com a avantatges per als empleats, les empreses poden ignorar un suport més fonamental en forma de gestió i polítiques.